# 피아트 900T

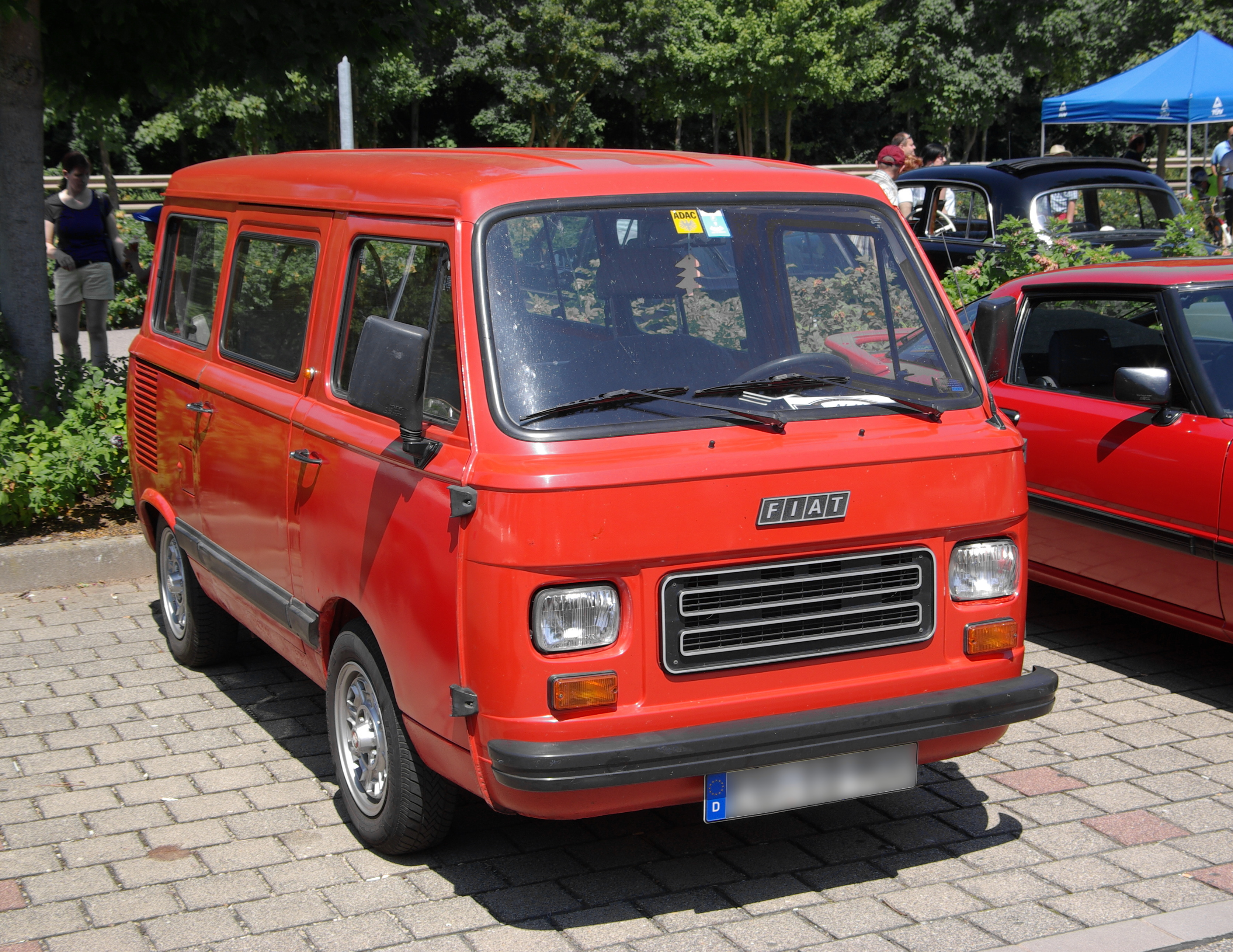
피아트 900E

피아트 900T는 1976년부터 1985년까지 이탈리아 자동차 제조업체 피아트가 생산한 소형 밴이다.
1976년 11월 토리노 쇼에서 첫 선을 보였다. 영국에서는 피아트 시티밴이라는 이름으로 판매되었다.